# František Jelínek (aktivista)
František Jelínek (31. ledna 1891 Praha — 17. prosince 1959 tamtéž) byl český zdravotník, medik, novinář, publicista a spisovatel a aktivista za práva sexuálních menšin. Stál u prvního pokusu o založení organizace za dekriminalizaci homosexuality a také byl autorem prvního odborného díla na toto téma. Pro svou orientaci byl několikrát úředně perzekvován.

## Život

### Mládí a studium
Narodil se v Praze v rodině policejního úředníka. V mládí mu rok po sobě zemřel otec i matka, i to mohlo vést k tomu že nedokončil smíchovskou reálku. Pobíral sirotčí rentu, roku 1910 začal pracovat jako ošetřovatel v nemocnici řádu Milosrdných bratří v Praze. Po roce pak odjel ke své sestře do Drážďan, kde rovněž pracoval jako zdravotník. Roku 1916 se rozhodl dobrovolně narukovat do rakouské Císařské armády, zde byl však internován v nemocnici v Innsbrucku a posléze propuštěn s diagnózou duševní nemoci. Ze stejného důvodu byl pak po krátkém čase vyloučen také z kněžského semináře v Salcburku, kde byl dokonce internován v ústavu pro choromyslné. Vzhledem k malým rodinným predispozicím je velmi pravděpodobné, ze jedním z důvodů jeho diagnózy byla jeho homosexuální orientace. Zde se zároveň seznámil s pracemi německých sexuologů, např. Magnuse Hirschfelda, kteří začali homosexualitu vnímat jako přirozený lidský jev a zasazovali se proti její tehdy všudypřítomné kriminalizaci.
S koncem války se přihlásil ke studiu na německé lékařské fakultě Univerzity Karlovy, toto studium ukončil okolo roku 1927 bez řádného zakončení. Roku 1921 adresoval po zabavení své studentské legitimace dopis policejnímu prezidentovi Richardu Bienertovi, který je svou povahou velmi výstřední, mj. vyhrožuje Bienertovi na základě svých hypnotických schopností, který mohl být projevem psychické choroby, stejně jako provokací.

### Aktivistou
V únoru 1923 byl poprvé policejně zadržen ve společnosti mladého muže v parku na okraji Prahy a obviněn dle § 129 trestního zákona. Tato událost jej přivedla do spojení s Františkem Čeřovským, advokátem se specializací na hájení stíhaných homosexuálů.
Roku 1923 byl Jelínkem, Čeřovským a docentem německé lékařské fakulty Erwinem Klausnerem (1883–1944/1945) učiněn pokus o založení Československé ligy pro sexuální reformu, první oficiální organizace sdružující osoby s homosexuální orientací, vytýkající si za cíl mj. odbornou osvětu a boj za dekriminalizaci homosexuality. Jako pokladník spolku byl přizván Karel Veselý, který se s Jelínkem, jakožto homosexuálové, po oficiálním vzniku spolku měl stanout ve vedení jako jednatel (Jelínek jako předseda). Spolek však nakonec nebyl úředně povolen. Podobný osud pak měl Jelínkův pokus o založení Společnosti pro sexuální bádání o několik let později.
Jelínek pokračoval v odborném zájmu o fenomén homosexuality, roku 1924 pak vydal v omezeném nákladu knihu Homosexualita ve světle vědy, kde argumentačně staví tento fenomén do světla lékařských poznatků. Dílo bylo vůbec prvním vydaným odborným dílem týkajícím se tohoto tématu. Práce je kombinací odborného a angažovaného emancipačního textu, v něm mj. napadá paragraf 129 jako nábožensky zatížený a obecně uvádí důvody, společenské a duševní nezávadnosti.
Roku 1938 se pokusil obnovit časopis Hlas sexuální menšiny, vycházející v Praze již roku 1931, avšak bez větších úspěchů, nejspíš i vinou nástupu Druhé republiky. Za německé okupace Československa a druhé světové války musel Jelínek svou orientaci úzkostlivě skrývat, aby unikl daleko přísnějším trestům pro homosexuály podle nacistického práva a internaci v koncentračních táborech.
Po válce se již dále ve věci práv gayů a leseb neangažoval a až do konce života byl zaměstnán jako úředník jistého pražského podniku.

### Úmrtí
František Jelínek zemřel 17. prosince 1959 v Praze.

## Dílo
- Homosexualita ve světle vědy (1924)